# Severnoe Butovo
Il quartiere Severnoe Butovo (in russo Район Северное Бутово?, Butovo settentrionale) è un quartiere di Mosca sito nel Distretto Sud-occidentale, posto oltre l'MKAD.
Insieme a Južnoe Butovo occupa l'area dove in passato sorgeva l'abitato di Butovo. L'area viene aggregata al territorio cittadino di Mosca nel 1985, la divisione nei due quartieri è successiva alla riforma amministrativa del 1991.